# Bielscy (Ochrymy)
Bielscy – kolonia wsi Ochrymy w Polsce, położona w województwie podlaskim, w powiecie hajnowskim, w gminie Narewka.
W latach 1975–1998 kolonia administracyjnie należała do województwa białostockiego.
Prawosławni mieszkańcy kolonii należą do parafii św. Mikołaja w Narewce.